# Elwesia
Elwesia là một chi bướm đêm thuộc họ Noctuidae.

## Loài
- Elwesia diplostigma Hampson, 1894
- Elwesia nigripalpis Warren, 1911
- Elwesia pallida Warren, 1911